# Залужани
Залужани (серб. Залужани / Zalužani) — село в общине Баня-Лука Республики Сербской Боснии и Герцеговины. Население составляет 660 человек по переписи 2013 года.

## География
Располагается к северу от города Баня-Лука. Через село проходят дороги Баня-Лука — Градишка (автомобильная) и Баня-Лука — Приедор (железная). Входит в одноимённый микрорайон Баня-Луки.

## Достопримечательности
Через село проходит единственная в Боснии и Герцеговине трасса для мотогонок; также там есть одноимённый аэропорт.

## Чрезвычайные происшествия
20 мая 2012 под селом разбился спортивный самолёт клуба по парашютному спорту «Свети Илия» из Баня-Луки. Погибло пять человек. Правительство Республики Сербской объявило 25 мая 2012 года днём траура.